# Mycologia
Mycologia es una revista científica que publica artículos revisados por pares cuya temática versa sobre todos los aspectos relacionados con los hongos y los líquenes. Apareció por primera vez en forma de revista bimestral, en enero de 1909, siendo su director William Murrill, publicada por el Jardín Botánico de Nueva York. Más tarde se convirtió en la publicación oficial de la Mycological Society of America, que aún la publica en la actualidad. Fue ideada como una continuación del Journal of Mycology (volumen 1 publicado en 1885, volumen 14 publicado en 1908) y el Mycologial Bulletin (volúmenes del 1 al 6, números del 1 al 87, publicados desde el 7 de marzo de 1903 a marzo de 1908). La versión en línea de Mycologia, que también cuenta con revisión por pares, apareció el 1 de enero de 2004.

## Directores
- 1909–1924 - William Murrill
- 1924–1932 - Fred Jay Seaver
- 1933 - H.M. Fitzpatrick
- 1933–1934 - J.A.Stevenson
- 1934–1935 - F.A. Wolf
- 1935–1936 - G.R. Bisby
- 1945–1950 - Alexander H. Smith
- 1951–1957 - George W. Martin
- 1958–1960 - Donald P. Rogers
- 1960–1965 - Clark T. Rogerson
- 1966–1970 - R.W. Lichtward
- 1971–1975 - R.K. Benjamin
- 1976–1980 - M. Barr Bigelow
- 1981–1985 - T.W. Johnson, Jr.
- 1986–1990 - H. Petersen
- 1991–1995 - David McLaughlin
- 1996–2000 - David H. Griffin
- 2001–2004 - Joan W. Bennett
- 2004–2009 - Don Natvig
- 2009–2014 - Jeffrey K. Stone

## Abstracts e índices
Mycologia está indexada en las bases de datos:
- Academic Search Premier
- AGRICOLA
- Biosis
- Embase
- Geobase
- MEDLINE
- Science Citation Index
- Scopus